# Christian Kautz
Christian Kautz, född den 23 november 1913 i Bryssel, död den 4 juli 1948 i Bremgarten bei Bern var en schweizisk racerförare.

## Racingkarriär
Kautz tävlade i Grand prix-racing för Mercedes-Benz och Auto Union i slutet av 1930-talet. Efter andra världskriget fortsatte han tävla för privata stall. Kautz omkom vid Schweiz Grand Prix 1948.